# Nelly Merz

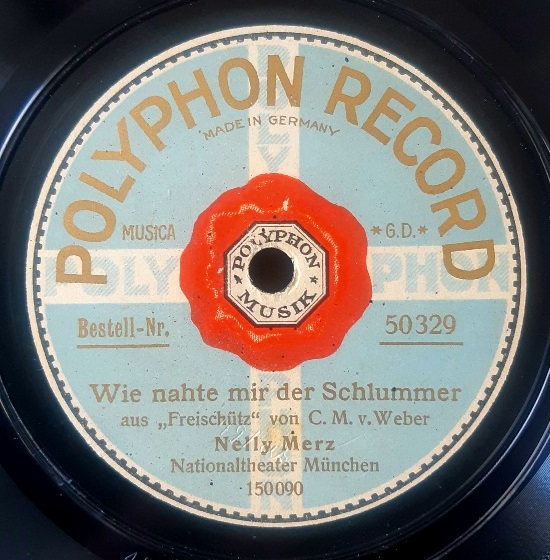
Schallplatte von Nellie Merz (Berlin 1921)

Nelly Merz, auch Nellie Merz (geboren am 28. Februar 1876 in Frankfurt am Main; gestorben am 12. Juli 1968 ebenda) war eine deutsche Opernsängerin (Sopran).

## Leben
Nelly Merz studierte zunächst Gesang an Dr. Hoch’s Conservatorium in Frankfurt am Main und danach vier Jahre in Genf und Mailand. Anschließend gab sie 1913 ihr Debüt am Stadttheater Krefeld. Nach einem Engagement am Deutschen Opernhaus Berlin von 1915 bis 1918 war sie fast dreißig Jahre Mitglied des Ensembles der Bayerischen Staatsoper des Nationaltheaters München. Darüber hinaus hatte sie auch Auftritte an der Wiener Staatsoper sowie Gastauftritte an anderen deutschen Bühnen.
Während dieser Zeit sang sie unter der Leitung der Dirigenten Richard Strauss, Bruno Walter, Wilhelm Furtwängler und Hans Knappertsbusch.
Als Opernsängerin sang sie mehr als 25 erste Rollen und errang insbesondere für die Partien der Chrysothemis in Strauss’ Elektra (1930), Elisabeth I. in Rossinis Elisabetta regina d’Inghilterra, Sieglinde in Wagners Oper Die Walküre, Desdemona in Verdis Otello, Senta in Wagners Der fliegende Holländer, der Titelrollen in Franz Lehárs Eva und Verdis Aida sowie der Myrtocle in Eugen d’Alberts Oper Die toten Augen.
Neben den Darstellungen in den Wagnerpartien überzeugte sie auch bei Gastspielen im Kunstgesang Mozarts sowie im Gesang von Liedern und Oratorien.
Sie war eine verheiratete Gerke oder Gehrke und gab nach dem Ende ihrer Karriere (um 1945) Gesangsunterricht in ihrer Heimatstadt Frankfurt/Main.
Nelly Merz erste Aufnahme entstand bereits 1916 für Grammophon (Ensembleszene aus "Boccaccio"), im Jahre 1921 folgten 5 Platten mit Opernarien bei Polyphon.